# Saint-Martin-du-Vivier
Pour les articles homonymes, voir Saint-Martin.
Saint-Martin-du-Vivier est une commune française, située dans le département de la Seine-Maritime en Normandie.

## Géographie

### Localisation
La commune se trouve à 6 km de Rouen. Elle fait partie de la Métropole Rouen Normandie.

### Climat
Pour des articles plus généraux, voir Climat de la Normandie et Climat de la Seine-Maritime.
En 2010, le climat de la commune est de type climat océanique altéré, selon une étude du CNRS s'appuyant sur une série de données couvrant la période 1971-2000. En 2020, Météo-France publie une typologie des climats de la France métropolitaine dans laquelle la commune est exposée à un climat océanique et est dans la région climatique  Côtes de la Manche orientale, caractérisée par un faible ensoleillement (1 550 h/an) ; forte humidité de l’air (plus de 20 h/jour avec humidité relative > 80 % en hiver), vents forts fréquents. Parallèlement le GIEC normand, un groupe régional d’experts sur le climat, différencie quant à lui, dans une étude de 2020, trois grands types de climats pour la région Normandie, nuancés à une échelle plus fine par les facteurs géographiques locaux. La commune est, selon ce zonage, exposée à un « climat maritime », correspondant au Pays de Caux, frais, humide et pluvieux, légèrement plus frais que dans le Cotentin.
Pour la période 1971-2000, la température annuelle moyenne est de 10,4 °C, avec une amplitude thermique annuelle de 13,4 °C. Le cumul annuel moyen de précipitations est de 796 mm, avec 12,5 jours de précipitations en janvier et 8,2 jours en juillet. Pour la période 1991-2020, la température moyenne annuelle observée sur la station météorologique la plus proche, située sur la commune de Rouen à 5 km à vol d'oiseau, est de 12,6 °C et le cumul annuel moyen de précipitations est de 817,9 mm,. Pour l'avenir, les paramètres climatiques de la commune estimés pour 2050 selon différents scénarios d’émission de gaz à effet de serre sont consultables sur un site dédié publié par Météo-France en novembre 2022.

### Hydrographie
La commune est située dans le bassin Seine-Normandie. Elle est drainée par le Robec, qui prend sa source dans la commune limitrophe Fontaine-sous-Preaux. Une source approvisionne également une ancienne cressonnière, l'une des dernières subsistantes le long de la rivière,,.

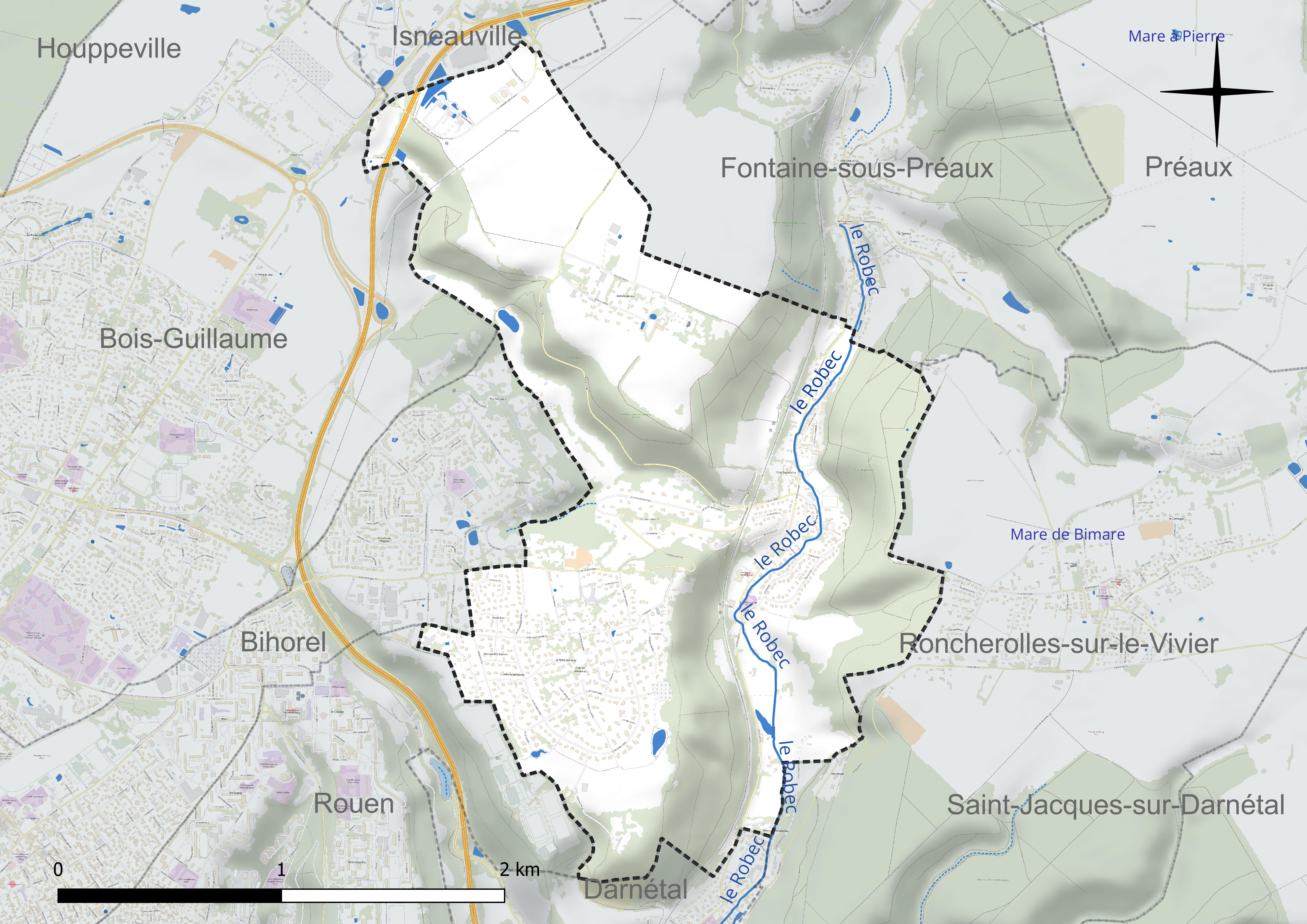
Réseau hydrographique de Saint-Martin-du-Vivier.

## Urbanisme

### Typologie
Au 1er janvier 2024, Saint-Martin-du-Vivier est catégorisée ceinture urbaine, selon la nouvelle grille communale de densité à sept niveaux définie par l'Insee en 2022.
Elle appartient à l'unité urbaine de Rouen, une agglomération inter-départementale regroupant 50  communes, dont elle est une commune de la banlieue,,. Par ailleurs la commune fait partie de l'aire d'attraction de Rouen, dont elle est une commune de la couronne,. Cette aire, qui regroupe 317 communes, est catégorisée dans les aires de 200 000 à moins de 700 000 habitants,.

### Occupation des sols
L'occupation des sols de la commune, telle qu'elle ressort de la base de données européenne d’occupation biophysique des sols Corine Land Cover (CLC), est marquée par l'importance des forêts et milieux semi-naturels (37,7 % en 2018), une proportion sensiblement équivalente à celle de 1990 (37,3 %). La répartition détaillée en 2018 est la suivante : 
forêts (37,7 %), zones urbanisées (28,5 %), prairies (16,1 %), terres arables (11 %), espaces verts artificialisés, non agricoles (4,8 %), zones industrielles ou commerciales et réseaux de communication (1,8 %). L'évolution de l’occupation des sols de la commune et de ses infrastructures peut être observée sur les différentes représentations cartographiques du territoire : la carte de Cassini (XVIIIe siècle), la carte d'état-major (1820-1866) et les cartes ou photos aériennes de l'IGN pour la période actuelle (1950 à aujourd'hui).

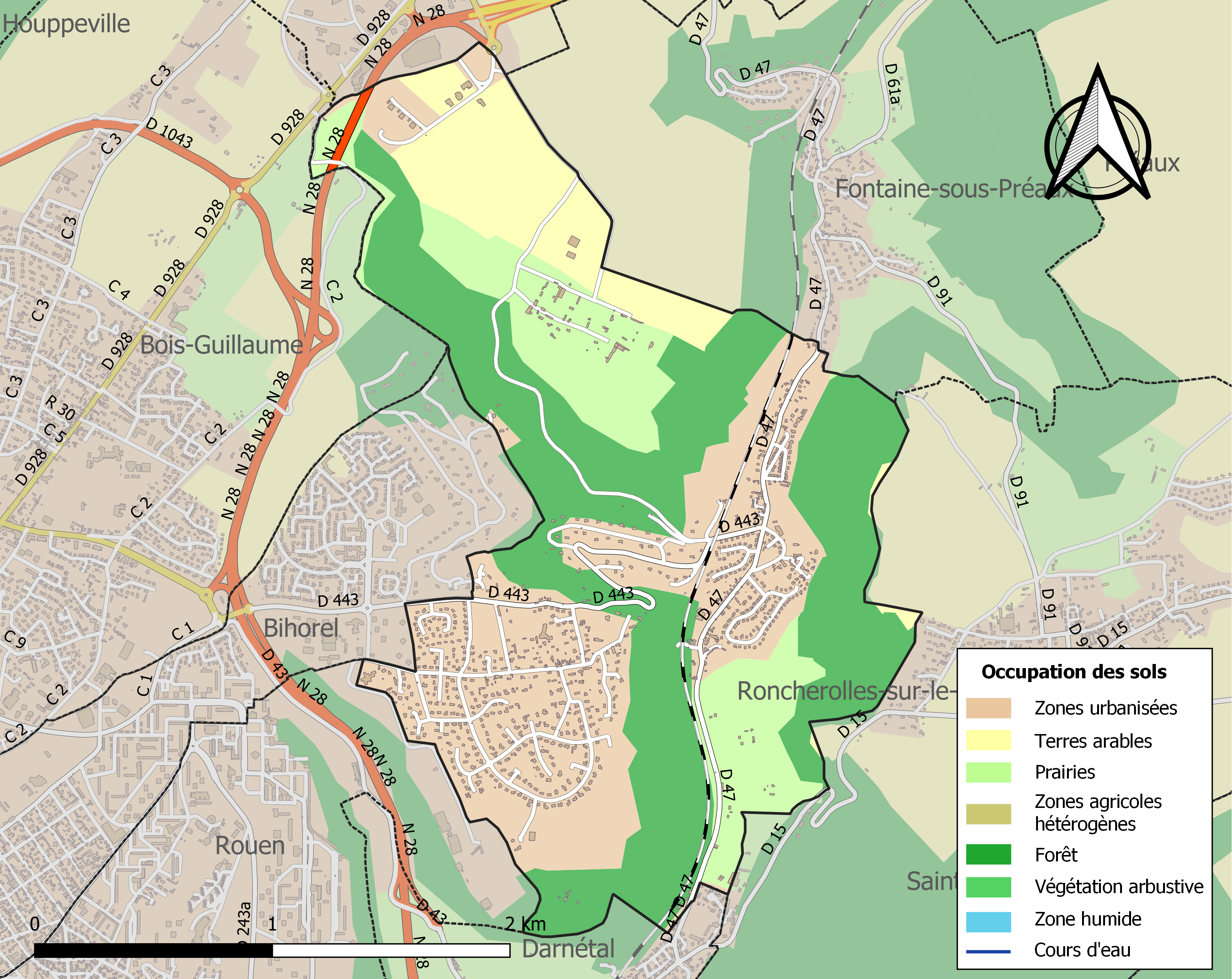
Carte des infrastructures et de l'occupation des sols de la commune en 2018 (CLC).

### Voies de communication et transports
Saint-Martin-du-Vivier dispose d’une gare, dont la desserte a été supprimée à l'été 2019.
La commune est desservie par le transport à la demande Filo'r, du réseau métropolitain Astuce

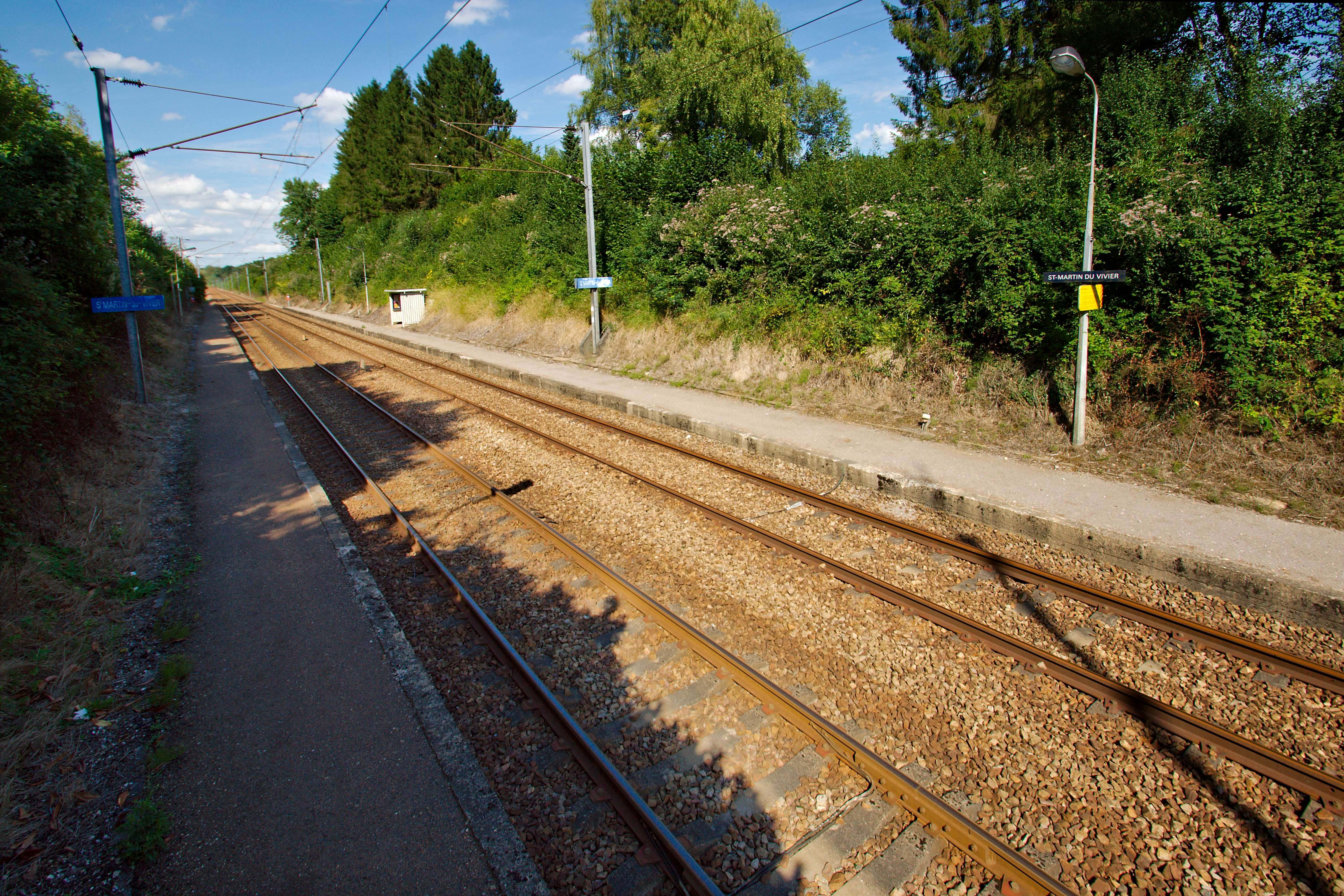
Gare SNCF de Saint-Martin-du-Vivier.

## Toponymie
Le nom de la localité est attesté sous les formes Ecclesia de Viviario vers 1240, In parrochia de Vivario en 1328, Le Vivier en  1403, Le Vivier près Rouen de 1421 à 1425, Vivier en 1472, Le Vivier entre 1648 et 1738, Saint Martin du Vivier en 1715.
L'hagiotoponyme Saint-Martin désigne Martin de Tours (mort en 397).
Vivier : Du latin vivarium, ce mot désignait une pièce d'eau d'abord aménagée par un simple barrage de branchages ou de pierres puis maçonné sur un cours d'eau où l'on se contentait de nourrir le poisson avant de le pêcher.

## Politique et administration
| Période                                   | Période                       | Identité          | Étiquette | Qualité                    |
| ----------------------------------------- | ----------------------------- | ----------------- | --------- | -------------------------- |
| Les données manquantes sont à compléter.. |                               |                   |           |                            |
| 1945                                      | 1953                          | Henri Jouanne     |           |                            |
| 1953                                      | 1955                          | Roger Ravet       |           |                            |
| 1955                                      | 1958                          | Joseph Hemery     |           |                            |
| 1958                                      | 1966                          | Léon Boulanger    |           |                            |
| 1966                                      | 1983                          | Patrice Boissière |           |                            |
| mars 1983                                 | mai 2020                      | Émilien Sanchez   |           | Retraité de l'enseignement |
| mai 2020,                                 | En cours (au 26 janvier 2025) | Gilbert Merlin    |           | Retraité du salarié privé  |

## Équipements et services publics

### Enseignement
La commune relève de l'Académie de Normandie.
L'école de Saint-Martin-du-Vivier accueille environ 120 enfants en 2019, âgés de 3 à 10 ans. Elle compte 3 bâtiments et a été rénovée et agrandie en 2003.

## Population et société

### Démographie
L'évolution du nombre d'habitants est connue à travers les recensements de la population effectués dans la commune depuis 1793. Pour les communes de moins de 10 000 habitants, une enquête de recensement portant sur toute la population est réalisée tous les cinq ans, les populations de référence des années intermédiaires étant quant à elles estimées par interpolation ou extrapolation. Pour la commune, le premier recensement exhaustif entrant dans le cadre du nouveau dispositif a été réalisé en 2005.

En 2022, la commune comptait 1 678 habitants, en évolution de +2,07 % par rapport à 2016 (Seine-Maritime : +0,35 %, France hors Mayotte : +2,11 %).
| 1793 | 1800 | 1806 | 1821 | 1831 | 1836 | 1841 | 1846 | 1851 |
| ---- | ---- | ---- | ---- | ---- | ---- | ---- | ---- | ---- |
| 500  | 483  | 476  | 603  | 572  | 653  | 590  | 567  | 560  |

| 1856 | 1861 | 1866 | 1872 | 1876 | 1881 | 1886 | 1891 | 1896 |
| ---- | ---- | ---- | ---- | ---- | ---- | ---- | ---- | ---- |
| 539  | 537  | 530  | 489  | 470  | 395  | 393  | 443  | 405  |

| 1901 | 1906 | 1911 | 1921 | 1926 | 1931 | 1936 | 1946 | 1954 |
| ---- | ---- | ---- | ---- | ---- | ---- | ---- | ---- | ---- |
| 442  | 478  | 450  | 449  | 456  | 484  | 485  | 483  | 490  |

| 1962 | 1968 | 1975 | 1982  | 1990  | 1999  | 2005  | 2006  | 2010  |
| ---- | ---- | ---- | ----- | ----- | ----- | ----- | ----- | ----- |
| 451  | 569  | 920  | 1 369 | 1 445 | 1 484 | 1 772 | 1 772 | 1 740 |

| 2015  | 2020  | 2022  | - | - | - | - | - | - |
| ----- | ----- | ----- | - | - | - | - | - | - |
| 1 664 | 1 675 | 1 678 | - | - | - | - | - | - |

### Médias
- Le quotidien Paris-Normandie relate les informations locales.
- La commune est située dans le bassin d'émission de la chaîne de télévision France 3 Normandie.

## Économie
En 2011, Saint-Martin-du-Vivier était classée 41e[réf. nécessaire] dans le classement des villes les plus riches de France avec un revenu moyen par foyer de 61 601 €.

## Culture locale et patrimoine

### Lieux et monuments
- Château au Mont-Perreux (propriété privée)[29] ;
- Église Saint-Martin.

### Personnalités liées à la commune
- Antoine Yart.

### Héraldique
| Blason de Saint-Martin-du-Vivier | Blason  | Coupé : au 1) d’or à la tige de chêne à un gland et à une feuille de sinople posée en bande et à la tige de houx fruitée de gueules et à une feuille aussi de sinople posée en barre, les deux tiges passées en sautoir, au 2) de gueules à la roue de moulin d’argent mouvant d’une fasce ondée abaissé du même. |
| Blason de Saint-Martin-du-Vivier | Détails | |

## Pour approfondir